# Wolfhalden
Wolfhalden is een gemeente en plaats in het Zwitserse kanton Appenzell Ausserrhoden.
Wolfhalden telt 1.727 inwoners.
Bühler · Gais · Grub · Heiden · Herisau · Hundwil · Lutzenberg · Rehetobel · Reute · Schönengrund · Schwellbrunn · Speicher · Stein · Teufen · Trogen · Urnäsch · Wald · Waldstatt · Wolfhalden · Walzenhausen
- Gemeinsame Normdatei: 4321197-5
- Historisch woordenboek van Zwitserland: 001312
- MusicBrainz: 3eef0cab-ff48-4d93-9b37-ce4ddb444d3e
- Virtual International Authority File: 239629067